# Paul Lambin
Pour les articles homonymes, voir Lambin.
Paul Lambin, né le 5 mai 1886 à Reims (Marne) et mort le 19 mai 1975 à Château-Thierry (Aisne), est un homme politique français.

## Biographie
Marchand de meubles, il entre tardivement en politique. Conseiller municipal (1929) de Tréloup, il échoue aux législatives de 1932, avant d'être élu député SFIO de l'Aisne en 1936. En juillet 1940, il vote les pleins pouvoirs au maréchal Pétain. Revenu dans l'Aisne, il organise la Résistance dans la région de Chateau-Thierry. 
Officier des FFI, il est, à la Libération, président du comité d'épuration de Château-Thierry.
Son vote des pleins pouvoirs en 1940 l'empêche de reprendre une carrière nationale, il est cependant élu maire de Tréloup en 1945 et conserve ce mandat jusqu'en 1968.